# Arbourse
Arbourse – miejscowość i gmina we Francji, w regionie Burgundia-Franche-Comté, w departamencie Nièvre.
Według danych na rok 1990 gminę zamieszkiwało 129 osób, a gęstość zaludnienia wynosiła 14 osób/km² (wśród 2044 gmin Burgundii Arbourse plasuje się na 781. miejscu pod względem liczby ludności, natomiast pod względem powierzchni na miejscu 976.).